# Приостановка работы правительства США (2013)
Приостановка работы правительства США в октябре 2013 года (англ. The Federal Government shutdown of 2013) произошла впервые с 1995 года. Основной причиной полного или частичного закрытия федеральных ведомств стали разногласия между органами законодательной и исполнительной власти, из-за которых до начала нового финансового года не был принят закон, устанавливающий финансирование федеральных ведомств.
Приостановка продолжалась 16 дней.

## Причины и предпосылки
Палата представителей США, большинство мест в которой (54 %) контролирует Республиканская партия США, выразила несогласие с Сенатом, который контролируется Демократической партией, и президентом Бараком Обамой по вопросам бюджетной политики. Камнем преткновения на этот раз стала так называемая реформа здравоохранения и защиты пациентов, предложенная президентом и требующая больших финансовых вливаний от правительства, долги которого на данный момент превышают объём ВВП страны. Накануне лидеры республиканцев из Палаты представителей фактически выставили действующему президенту ультиматум, угрожая заблокировать работу правительства, если он не откажется от планируемых реформ. После того, как согласие достигнуто не было, федеральные учреждения правительства США официально прекратили свою работу 1 октября 2013 года в 0:00 по восточному времени (8:00 по московскому).

## Последствия закрытия
Около 800 тысяч сотрудников федеральных агентств и министерств, чья деятельность была признана некритической, были автоматически отправлены в отпуск без содержания.
Продолжили работу сотрудники критичных ведомств, в число которых вошли 1,3 млн госслужащих, 1,4 млн военнослужащих, 0,5 млн почтовых служащих и сотрудники организаций, финансируемых не из бюджета.
Были закрыты все национальные парки и федеральные музеи страны, что привело к сокращению доходов от туризма. Прекратилась выдача паспортов и работа федеральных электронных систем проверки легального статуса кандидатов на трудоустройство (E-Verify).
Военные продолжили службу — её оплата на период приостановки была гарантирована отдельным решением Конгресса, принятым незадолго до полуночи перед наступлением 1 октября.. Работали погранслужбы, тюрьмы, службы по противодействию терроризму, органы управления воздушным движением и управление федеральных шоссе.
Накануне приостановки деятельности правительства курс доллара по отношению к мировой корзине валют ослаб, а фондовые рынки США потеряли около 1 % стоимости. Ожидается, что закрытие нанесёт существенный ущерб экономике страны.
По оценкам, дававшимся специалистами до приостановки деятельности правительства, ущерб мог составить около 10 млрд долларов за каждую неделю простоя.

### Последствия приостановки работы правительства в сфере науки и здравоохранения
Приостановка государственного финансирования сразу же сказалась на функционировании ряда исследовательских центров и лабораторий. Так, организация «Национальные институты здравоохранения США» была вынуждена приостановить ряд клинических исследований, в связи с чем за две недели было отказано в предоставлении помощи около 400 пациентам, в том числе 60 детям. U.S. Consumer Product Safety Commission — учреждение, занимающееся контролем безопасности товаров народного потребления, — также прекратило свою деятельность в этот период, что означает риск попадания на рынок потенциально небезопасных товаров. В подобном положении оказалось и агентство Food and Drug Administration, которое также приостановило свою работу в области контроля качества пищевых продуктов.
Серьёзно пострадал и ряд научных проектов. В первую очередь это связано с тем, что для многих научных экспериментов непрерывность в проведении является критически значимой и перерыв в две недели ставит под угрозу их осуществление. Были полностью остановлены или испытали значительные трудности испытания телескопа «Джеймс Уэбб», антарктические исследования сезона 2013/2014, исследования загрязнения окружающей среды, работа биологических лабораторий и других научных организаций.

### Статистика по министерствам и агентствам

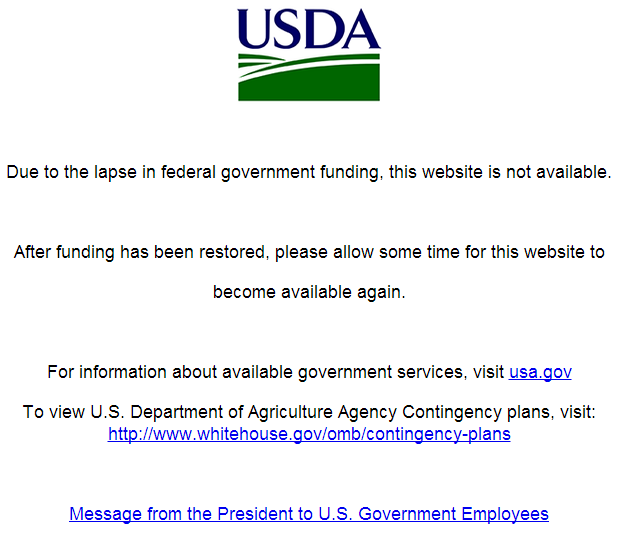
Сайт United States Department of Agriculture стал одним из закрывшихся на время приостановки правительства.

Работа следующих министерств и федеральных агентств была заблокирована или сильно затруднена (указана также доля работников, отправленных в вынужденный отпуск:
- Министерство торговли (Department of Commerce): 87 % от 46 тыс. (продолжила работу служба Weather Service)
- Министерство обороны (Department of Defense): 50 % от 800 тыс. гражданских сотрудников (все 1,4 миллиона военнослужащих продолжили службу)
- Агентство защиты окружающей среды США (Environmental Protection Agency): 94 % из 16 тыс.
- Министерство здравоохранения и социальных служб (Department of Health and Human Services): 52 % от 78 тыс.
- Министерство внутренней безопасности (Department of Homeland Security): 14 % от 231 тыс. (продолжалось пограничное патрулирование)
- Министерство жилищного строительства и городского развития (Department of Housing and Urban Development): 95 % от 8,7 тыс.
- Министерство внутренних дел (Department of Interior): 81 % от 72,5 тыс.
- Министерство юстиции (Department of Justice): 15 % от 114,5 тыс. (ФБР, ОБН и тюрьмы продолжали работу)
- Министерство труда (Department of Labor): 82 % от 16 тыс.
- НАСА (Национальное агентство по аэронавтике и исследованию космического пространства): 97 % из 18 тыс. сотрудников (кроме занятых в Центре управления полётами и работающих с Международной космической станцией)
- Управление социального страхования (Social Security Administration): 29 % из 62 тыс.
- Министерство финансов (Department of Treasury): 80 % из 112,5 тыс. (была продолжена рассылка чеков Social Security)
- Министерство транспорта (Department of Transportation): 33 % из 55,5 тыс.
- Министерство по делам ветеранов (Department of Veterans Affairs): 4 % из 332 тыс.

Не прекращали работу:
- Федеральная резервная система (Federal Reserve): имеет независимый источник финансирования, все работники остались на месте.
- Почтовая служба США (U.S. Postal Service): имеет собственное финансирование.
- Верховный суд и федеральные суды.
- Министерство энергетики (Department of Energy): имеет собственные средства.
- Центральное разведывательное управление.

## Окончание приостановки
Законопроект, разрешающий возобновить финансирование федерального правительства и повысить лимит государственного долга, был одобрен палатой представителей поздно вечером 16 октября, когда до объявления о возможном дефолте США оставалось лишь 26 часов. Предельный лимит госдолга США повышен на $1,1 трлн на срок до 7 февраля 2014 года. Кроме этого, конгресс разрешил возобновить финансирование правительства до 15 января 2014 года и утвердил план создания межпартийной бюджетной комиссии, которая не позднее, чем 13 декабря, должна подготовить предложения по изменению налогового законодательства и сокращению госрасходов.
Этот законопроект в палате представителей поддержало 285 конгрессменов, 144 проголосовали против. За несколько часов до этого документ подавляющим большинством голосов — 81 против 18 — одобрил и Сенат США. Таким образом, приостановка работы федеральных госучреждений продолжалась 16 дней.
Эксперты уверены, что республиканцы пошли на уступки только из боязни потерять голоса избирателей на предстоящих выборах. Спикер палаты представителей республиканец Джон Бейнер заявил: «Мы хорошо сражались, но так и не смогли выиграть», — и посоветовал своим сторонникам «хорошо отдохнуть перед новыми сражениями».

## Общественное мнение
Социологический опрос CNN/ORC показал, что 46 % американцев больше винят в этих событиях республиканцев, 36 % — Обаму, а 13 % обвинили в этом их вместе. Большинство было против приостановки деятельности правительства, при этом около 6 из 10 респондентов желали иметь согласованный бюджет и примерно 1 из 3 респондентов полагал, что будет более важно блокировать осуществление Закона о обязательной медицинской страховке за счет сокращения государственного финансирования данной программы.
Кроме того, преобладающее отношение к Конгрессу в целом очень негативное, как показал опрос The Washington Post/ABC News: действия демократов получили положительный отклик у 34 % и негативный у 56 % респондентов, в то же время действия республиканцев одобрили только 26 %, а 63 % отнеслись неодобрительно.